# Колибри-леуциппусы
Колибри-леуциппусы (лат. Leucippus) — род птиц семейства колибри.

## Виды
- Ржавогрудый леуциппус Leucippus fallax (Bourcier, 1843)
- Бэров леуциппус Leucippus baeri Simon, 1901
- Пятнистогорлый леуциппус Leucippus taczanowskii (Sclater, 1879)
- Пятнистый леуциппус Leucippus chlorocercus Gould, 1866
- Leucippus chionogaster Tschudi, 1845
- Leucippus viridicauda Berlepsch, 1883
- Leucippus hypostictus (Gould, 1862)